# Parasoldanellonyx baicalensis
Parasoldanellonyx baicalensis is een mijtensoort uit de familie van de Halacaridae. De wetenschappelijke naam van de soort is voor het eerst geldig gepubliceerd in 1952 door Sokolov.